# Joe Zias
Josef E. Zias, más comúnmente citado como Joe Zias, fue conservador del departamento de Arqueología y Antropología de la Autoridad de Antigüedades de Israel desde 1972 hasta su jubilación en 1997, con responsabilidad sobre artículos tan importantes como los famosos rollos del Mar Muerto, restos óseos humanos prehistóricos, y artefactos de sitios arqueológicos, tales como los de los sitios de Jericó, Tel Meguido y Gezer Zias también ha aparecido con frecuencia en documentales de cine y televisión con respecto a estos artefactos y el tema del Jesús histórico, incluyendo La Sábana Santa de Turín, de la CBS, ¿Quién mató a Jesús?, de 1997 y la serie televisiva Hijo de Dios de la misma cadena televisiva británica en 2001. Zias también ha destacado por sus conferencias como un orador frecuente en encuentros de arqueología y por ser citado a menudo en obras especializadas.

## Controversias
Zias ha trabajado con frecuencia para desacreditar las teorías populares que tocan en sus ámbitos de competencia, con diversos grados de éxito. Tiene poca tolerancia para aquellos que permiten que la teología o el puro entusiasmo se interpongan en el camino de la ciencia. "La gente piensa que nuestro trabajo como arqueólogos bíblicos es salir y tratar de probar o refutar la Biblia. Eso no podría estar más lejos de la verdad. Nuestro trabajo es tratar de entender los procesos históricos pasados, eso es todo."

### El Santo Sudario de Turín
El documental de la PBS Secretos de los Muertos: El Sudario de Cristo, que se emitió en abril de 2004, presentó nuevas alegaciones controvertidas sobre que la Sábana Santa de Turín era el auténtico sudario de Cristo. Varios expertos discuten estas opiniones, ya que las pruebas de carbono realizadas en 1988 colocan el origen del "sudario" 1300 años más tarde que los días de Jesús. En concreto, Zias objetó en este documental tales pretensiones religiosas mostrando cosas elementales como que el sudario muestra a un hombre cuyo frente mide centímetros más alto que su espalda y dijo: "No sólo se trata de una falsificación, sino una falsificación muy mala."

### La "iglesia" de Megiddo
En 2005, el arqueólogo Yotam Tepper estaba a cargo de una excavación cerca de Megiddo, Israel, descubriendo las ruinas de lo que era claramente una de las primeras iglesias cristianas. Zias, afirmó que el sitio podría ser datado en el siglo III, lo que haría de la iglesia de Meguido el templo cristiano más temprano descubierto en Tierra Santa, y, posiblemente, una de los más antiguos en el mundo, anterior incluso que el edicto de Milán, con el que emperador Constantino legalizó el culto cristiano. Zias, sin embargo, no estuvo de acuerdo en la impresión de Tepper. "Mi sensación es que estamos ante un edificio romano que pudo haber sido convertido en iglesia en una fecha posterior". Su arquitectura era evidentemente romana y probablemente construida con mano de obra de esclavos judíos. En un momento en que las autoridades romanas todavía seguían prohibiendo la práctica cristiana: "Si yo fuera un soldado romano en el siglo III, ciertamente no habría querido a mi nombre involucrado en eso", dijo. "Esto no habría sido un buen cambio de carrera. De hecho, suena como el beso de la muerte". El historiador Yiska Harani era igual de escéptico, preguntándose por qué los historiadores de la iglesia primitiva habrían dejado de mencionar un lugar de culto tan antiguo, si en efecto lo fuera.

### Masada
Años después el arqueólogo Yigael Yadin que prácticamente escribió el libro sobre Masada, afirmando que los restos humanos hallados en el lugar fueron los de los últimos defensores judíos de la fortaleza, lo que condujo al gobierno israelí a proporcionarles un entierro formal de Estado en 1969. Sin embargo, posteriormente Zias y Azriel Gorski, médico forense, presentaron pruebas de que los restos pueden, de hecho, debido a características fenotípicas, haber sido de los ocupantes romanos posteriores a la revuelta judía. El arqueólogo de la Universidad Hebrea Ehud Netzer, quien participó en Masada, en la excavación de Yadin, y luego supervisó los trabajos de restauración que disputó los nuevos hallazgos, diciendo que Zias estaba "construyendo una historia de supuestos basados en suposiciones". Del mismo modo, Zias contestó que el equipo original "tenía una historia preconcebida y se fueron ahí tratando de encontrar la prueba."

### La tumba de Cristo

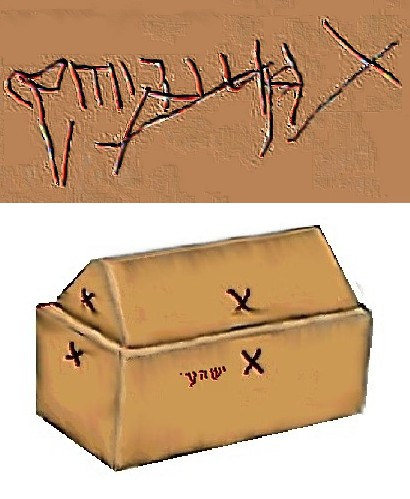
Marcas cruciformes en osarios judíos del s. I d. C.

En cuanto al programa del Discovery Channel La tumba perdida de Jesús, producido por el director James Cameron y creado por Simcha Jacobovici, que propone que la tumba de Talpiot (cerca de Jerusalén) era la verdadera tumba de Jesús y su familia, Zias ha dicho: "Proyectos como estos son una burla de la profesión arqueológica."
Entre otras objeciones presentadas al trabajo de Jacobovici está la de que nombres como "Jesús", "José", "Jacob (Santiago)", "Judas" y "María" eran altamente comunes en esa época, pero se desconoce su incidencia estadística real como para hacer cálculos probabilísticos como los de Jacobovici y su asociado el profesor de estadísticas y matemática de la Universidad de Toronto doctor Andrey Feuerverger. 
Tumbas como la del documental en efecto habían sido encontradas ya desde antes, primero en 1873 el erudito francés Charles Clermant-Ganneau, dentro de la caverna había 30 osarios, varios de ellos tenían signos cruciformes junto a nombres tan conocidos para la fe cristiana como "Juan" o "Jesús". Luego, en 1945, se descubrió una tumba en "Talpiot", cerca de Jerusalén por el profesor E. L. Sukenik del "Museo de Antigüedades Judías de la Universidad Hebrea de Jerusalén". Dos osarios tienen el nombre de “Jesús” en hebreo. El segundo de éstos tiene también cuatro cruces grandes dibujadas. El profesor Sukenik concluyó que las inscripciones y las cruces estaban relacionadas, y les atribuyó significado religioso. Dijo que eran "expresiones de pesar por la crucifixión de Jesús", y en efecto parecían coincidir con el período de tiempo del desarrollo del cristianismo, pues a la luz de estudios paleográficos estas inscripciones datarían desde el siglo I a. C, al I d. C.
El 28 de marzo de 1980 unos trabajadores de la construcción descubrieron este hallazgo al excavar los cimientos de un bloque de edificios en el este de Talpiot. Lo que se encontró fue una cueva (tumba) excavada en roca de unos dos mil años de antigüedad que contenía 9 osarios (originalmente había 10, uno desapareció). Estos fueron supervisados por el arqueólogo israelita Amos Kloner. El sepulcro fue explorado por el inspector de antigüedades Yosef Gat, los arqueólogos Eliot Braun y Amos Kloner.
Se ha cuestionado la explicación, por Sukenik y Jacobovici, de signos cruciformes en los osarios a una temprana devoción cristiana, como anacronismos absurdos. Pues la opinión más actual de los arqueólogos es que este tipo de marca, que en verdad aparece en el 40% de los osarios encontrados en Israel, se usaba simplemente para alinear la tapa a manera de marcas de albañil. Esta interpretación está confirmada por la presencia, en otros osarios, de un asterisco en vez de una × en el mismo lado de la tapa de los osarios. Esta es la opinión de arqueólogos como L. Y. Rahmani, y Amos kloner. Rahmani las llama "Marca de dirección". Esta conclusión es compartida por la investigación sobre supuestas marcas de cruces cristianas sobre una serie de osarios judíos del profesor R. H. Smith.
Sin desmedro de lo anterior, otros académicos creen que los judíos no cristianos del tiempo de Jesús si usaban una “×” o un signo “+” como símbolo, amuleto o superstición de protección basados en Ez 9:4. En todo caso, sólo sería una marca simbólica de protección, no una cruz basada en el martirio de Cristo. Por ejemplo, una inscripción hebrea, datada del 136, encontrada en Palmira, una antigua ciudad de Siria, contiene una inscripción hebrea encerrada entre dos “×”:

"X Una persona cuyo nombre es bendito por siempre. Engendrado por Shlomo, hijo de Nesa, hijo de Tsaïda, hijo de Baraq, por su salud y la de sus hijos. En el mes de Nisán del año 447 X".

### Crucifixión

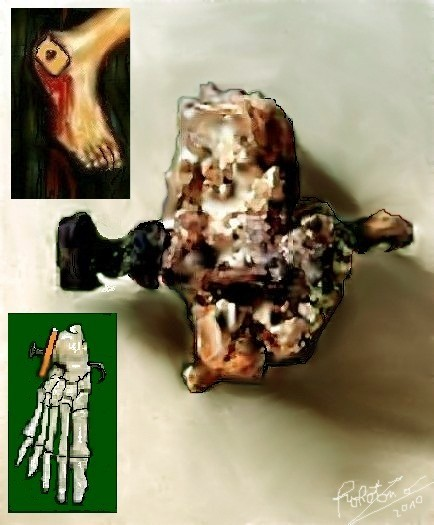
Única evidencia antropológica encontrada en 1968, sobre una crucifixión.

La única evidencia antropológica-arqueológica de una crucifixión romana son los restos encontrados en 1968 en la localidad de "Giv'at ha-Mivtar" (Ras el-Masaref), al norte de Jerusalén. El arqueólogo V. Tzaferis fue quien primero revisó los restos, encontrando que en el hueso del calcáneo (talón) del pie derecho del difunto aún había un clavo oxidado. Se trataba de un joven que había sido crucificado entre el año 7 y 66 El profesor Nicu Haas, antropólogo de la Universidad Hebrea y Escuela de Medicina Hadasha, de Jerusalén, condujo una investigación que examinó los restos. Haas concluyó que los dos talones habían sido atravesados por un solo clavo.
Un reexamen posterior del hallazgo, hecho en 1985 por el profesor Joe Zias y el doctor Eliezer Seketes, de la Universidad Hebrea y Escuela de Medicina Hadasha, demostró que el clavo que Haas había supuesto de 17 a 18 cm de largo, en realidad era de sólo 11,5 cm, con lo que cada pie fue clavado de manera independiente a cada lado de la cruz. Adicionalmente, una pieza de madera de acacia fue encontrada entre los huesos y la cabeza del clavo, presumiblemente utilizada para mantener los pies clavados y que éstos no se deslizaran a través del clavo.
También, a diferencia de lo representado tradicionalmente en el arte cristiano, el profesor Zias cree que las crucifixiones en Judea no habrían sido en cruces muy altas, en vista de que la madera más disponible para ejecuciones sería la de olivo y estos árboles no son muy altos, lo cual sugeriría que las personas eran crucificadas “a la altura de los ojos del observador”. En efecto Zias cree haber encontrado árboles de olivo datados del siglo II, que podrían haber sido usados como cruces durante la segunda revuelta judía de Bar Kojba.